# ノーカントリー
『ノーカントリー』（原題: No Country for Old Men）は、2007年のアメリカ映画。アメリカ・テキサス州とメキシコの国境地帯を舞台に、偶然にギャングの金200万ドルを得て逃げる男と、彼を追う不気味な殺し屋、事件解決に奔走する老保安官の3人の男たちを描いたスリラー。監督・制作をコーエン兄弟、主な演者としてトミー・リー・ジョーンズ、ハビエル・バルデム、ジョシュ・ブローリン。原作はコーマック・マッカーシーによる2005年の小説『ノー・カントリー・フォー・オールド・メン』。
第60回カンヌ国際映画祭、第32回トロント国際映画祭などで先行上映された後、2007年11月9日にアメリカの一部の映画館で限定公開された。同年11月21日に全米公開され、アメリカとカナダで約7400万ドル、それ以外の国で約8700万ドルの興行収入を挙げた。コーエン兄弟制作映画としては、2003年の『ディボース・ショウ』を上回るヒット作となった。2007年度の第80回アカデミー賞で8部門にノミネートされ、作品賞、監督賞、助演男優賞、脚色賞の計4冠を受賞。その他にも受賞多数（受賞した映画賞の一覧は下部に掲載）。日本でも2008年度のキネマ旬報外国語映画ベスト・テン第1位を獲得した。また、本作に登場する個性的な殺し屋のアントン・シガーは人気を博し、パロディなど多くの影響を与えた。

## プロット
1980年、テキサス州西部。ベトナム帰還兵であるブルーカラーのルウェリン・モスは、狩りの最中に荒野で行われていたアメリカン・ギャングとメキシコ・ギャングによる麻薬取引の現場に偶然出くわし身を隠す。交渉は決裂して激しい銃撃戦が起こり、全員が死亡する。モスは現場で200万ドルの入ったカバンを発見し、家に持ち帰ったモスであったが、水を求めていた瀕死の男が気になり、自分がバカなことをしているとわかったうえで深夜に現場に戻る。しかしギャングの仲間が現場にやってきたために慌てて逃げ出し、車を残してきてしまう。ここから足がついてモスが金を奪ったことがギャングにも地元の老保安官ベルにも知られる。
アメリカン・ギャングのボスは腕は立つも精神が異常な殺し屋アントン・シガーを雇い、金の回収を命じる。一方、モスは妻のカーラを彼女の実家に避難させ、ギャングの襲撃から身を隠すため郊外のモーテルへと向かう。ところがカバンには小型発信機がついており、シガーには居場所が筒抜けであった。シガーが部屋に突入するも、モスはおらず、同じく金の回収を狙っていたメキシコ・ギャングと鉢合わせし、彼らを皆殺しにする。用心深いモスは実は巧妙に部屋を変えており、難を逃れる。ボスはシガーが今一信用できず、失敗した時の保険としてベトナム帰還兵のベテラン賞金稼ぎカーソン・ウェルズも雇う。
モスはカバンを持って町中の別のホテルへと潜伏するが、そこでようやく発信機に気がつく。しかし、既に遅くシガーが迫っていた。シガーはモスに金を返せば妻の命までは取らないと提案するが、彼は窮地に陥りながらも果敢に反撃し、シガーに重傷を負わせて撃退することに成功する。身元を隠して病院に入院したシガーの元にウェルズが現れると彼を挑発する。シガーは隙をついてウェルズを殺すと、そのまま不義理を働いたボスも殺害する。
モスを保護するために彼の行方を探すベルは、カーラから事情聴取を行う。モスを追う者たちがどのような存在かを知って悲観したカーラは、彼から落ち合い場所として連絡を受けていたエルパソのモーテルの場所を教える。ベルは急いで現場に向かうも、一歩遅く、メキシコ・ギャングによってモスは殺害されていた。いったん現場を離れた後、ベルはシガーに会えるかもしれないと現場に戻るが、既に彼は立ち去った後であった。ベルは元保安官であった叔父に会いに行き、もはや最近の情勢にはついていけないと引退を決めたことを話すが、自身の叔父も自宅ポーチで殺されたことを挙げ、この地域は昔から暴力的であったと諭す。
後日、母の葬儀を終えたカーラの元にシガーが現れる。シガーはモスとの取引の話を行い、彼は約束を守らなかったためにお前を殺しに来たと話す。しかし、シガーの信条としてコイントスで表裏を当てることができれば見逃すとも伝える。しかし、カーラは私を殺すのは私自身の選択の結果ではなく、お前自身の選択だと反抗し、表裏を答えることを拒否、カーラの家から出てきたシガーは不意の交通事故に遭って負傷する。
エピローグ。引退したベルが妻に昨夜見た夢を話す、彼のモノローグで物語は閉じる。

## 登場人物・キャスト
※括弧内は日本語吹替
エド・トム・ベル保安官
演 - トミー・リー・ジョーンズ（菅生隆之）
保安官。殺人現場から200万ドルを持ち去ったルウェリン・モスが殺し屋アントン・シガーに狙われていることを知り、2人の行方を追う。
アントン・シガー
演 - ハビエル・バルデム（谷昌樹）
殺し屋。持ち去られた200万ドルを狙っている。独自のルールを持っている狂人。顔を見て生きている人間はいないという。コイントスで誰かを殺すかどうかを決めることもあり。
ルウェリン・モス
演 - ジョシュ・ブローリン（谷口節）
元溶接工。ベトナム帰還兵。偶然見つけた200万ドルを持ち去ったことで、持ち主であるギャングやアントン・シガーに追われることになる。
カーソン・ウェルズ
演 - ウディ・ハレルソン（乃村健次）
賞金稼ぎ。ベトナム帰還兵。アントン・シガーを知る数少ない男としてギャングのボスに雇われる。
カーラ・ジーン・モス
演 - ケリー・マクドナルド（小林沙苗）
ルウェリン・モスの妻。気弱な性格。ルウェリンの指示でオデッサの実家へ避難する。
ウェンデル保安官助手
演 - ギャレット・ディラハント（加瀬康之）
エド・トム・ベルの助手。
ロレッタ・ベル
演 - テス・ハーパー（小幡あけみ）
エド・トム・ベルの妻。
エリス
演 - バリー・コービン（大塚周夫）
エド・トム・ベルの叔父。元保安官。犯人に撃たれたことで足が不自由になっている。
ガソリンスタンド店主
演 - ジーン・ジョーンズ
アントン・シガーが訪れたガソリンスタンドの店主。彼の機嫌を損ねるが、コイントスに勝ったため見逃される。
ウェルズの雇い主
演 - スティーヴン・ルート
ギャングのボス。

## スタッフ
- 監督：ジョエル・コーエン、イーサン・コーエン
- 製作総指揮：ロバート・グラフ、マーク・ロイバル
- 製作：スコット・ルーディン、ジョエル・コーエン、イーサン・コーエン
- 脚本：ジョエル・コーエン、イーサン・コーエン
- 音楽：カーター・バーウェル
- 撮影：ロジャー・ディーキンス
- 編集：ロデリック・ジェインズ
- 衣装デザイン：メアリー・ゾフレス
- 視覚効果：ルーマ・ピクチャーズ
- 製作会社：ミラマックス、パラマウント・ヴァンテージ、スコット・ルーディン・プロダクションズ、マイク・ゾス・プロダクションズ
- 日本配給：パラマウント ジャパン、ショウゲート

## 原作の日本語訳
- 『血と暴力の国』（扶桑社・ミステリー文庫、2007年）、各・黒原敏行訳
- 『ノー・カントリー・フォー・オールド・メン』（早川書房・ハヤカワepi文庫、2023年）、新版

## 作品解説
コーエン兄弟は本作品を、自分たちが監督した映画の中で飛びぬけて暴力的な作品だと語っている。

### 撮影
コーエン兄弟は映画の撮影を2006年5月23日に開始、主にテキサス州やニューメキシコ州を中心にロケーション撮影が行われた。

## 評価
レビュー集計サイト「Rotten Tomatoes」では288件のレビューを基に93%の支持、平均評価は8.7/10となっている。同サイトの批評コンセンサスでは「バビエル・バルデム、ジョシュ・ブローリン、トミー・リー・ジョーンズといった力強い主演たちによって支えられた本作は、コーマック・マッカーシーの陰鬱かつ滑稽な（darkly funny）小説をコーエン兄弟が映画界の金字塔に打ちたてた作品である」。Metacriticでは、39人の批評家を基に100点満点中92点の加重平均スコアを獲得しており、「普遍的な称賛」としている。
ガーディアン紙のピーター・ブラッドショーは、本作を「（コーエン兄弟の）これまでのキャリアでの最高傑作」と評した。同紙のロブ・マッキーも「どの要素がこの作品を傑作にしているのか、言葉で説明するのは難しい。ただ、全員が自分の仕事を熟知し、自分の役柄に徹している、引き込まれるような緊張感のある2時間であった」と評した。タイム誌のリチャード・コーリスは本作をその年の最高傑作に選び、「20年にわたり映画界で輝かしい活躍を見せてきたコーエン兄弟はクローズアップの準備ができている。おそらくオスカーも狙っている」と評した。BBCのポール・アーレントは本作を満点とし、「弁護する必要はない。見事な復活だ」と述べた。ニューヨーク・タイムズ紙のA・O・スコットは「形式主義者、すなわち、緻密な編集・機敏なカメラワーク・完璧なサウンドデザインを重視する映画ファンにとってまさに天国である」と評した。
称賛の一方で批判もあった。具体的には「中心人物」や「クライマックス」が存在しない、結末が期待はずれで恣意的に操作された筋書きに沿っている、全体的に魂が欠如し絶望感が漂っている、などである。デイリー・テレグラフ紙のシュクデフ・サンドゥは、「シガーは登場人物としてまったく成長していない（中略）これほど強力な素材があるならば、彼の広範な不気味さ、単に病的としかいいようがないミステリーを課すよりも、もっとマシなことができたんじゃないか」と指摘し、「（コーエン兄弟が）常に得意としてきた見せかけの深遠さ」に満ちていると批判した。ワシントン・ポスト紙のスティーブン・ハンターは、シガーの武器が意図せずユーモラスなものだと指摘した上で、「登場人物はそれぞれ一般的なスリラーの決まり事に従っているだけである。すなわち、単一の道徳的あるいは心理的な属性を与えられ、疑念も矛盾も曖昧さもなく、ただその原則に従ってだけ動く」と批難した。

## 主な受賞

### 2007年
- ナショナル・ボード・オブ・レビュー賞：作品賞、アンサンブルキャスト賞、脚色賞
- ワシントンDC映画批評家協会賞：作品賞、監督賞、助演男優賞、アンサンブル演技賞
- ニューヨーク映画批評家協会賞：作品賞、監督賞、助演男優賞、脚本賞
- ニューヨーク映画批評家オンライン賞：助演男優賞
- ボストン映画批評家協会賞：作品賞、助演男優賞
- シカゴ映画批評家協会賞：作品賞、監督賞、脚色賞、助演男優賞）
- サンフランシスコ映画批評家協会賞：監督賞
- サテライト賞：作品賞（ドラマ部門）、監督賞
- サウスイースタン映画批評家協会賞：作品賞、監督賞、脚色賞、助演男優賞
- ダラス・フォートワース映画批評家協会賞：作品賞、監督賞、助演男優賞
- オースティン映画批評家協会賞：助演男優賞、脚色賞
- サンディエゴ映画批評家協会賞：作品賞、助演男優賞、撮影賞、アンサンブル演技賞
- フェニックス映画批評家協会賞：作品賞、監督賞、助演男優賞、アンサンブル演技賞、撮影賞、脚色賞
- トロント映画批評家協会賞：作品賞、監督賞、助演男優賞、脚本賞
- ラスヴェガス映画批評家協会賞：作品賞、監督賞、助演男優賞
- フロリダ映画批評家協会賞:作品賞、監督賞、助演男優賞、撮影賞
- ユタ映画批評家協会賞：作品賞、監督賞、助演男優賞、脚本賞
- セントルイス映画批評家協会賞：作品賞、監督賞
- デトロイト映画批評家協会賞：作品賞、監督賞、助演男優賞
- オクラホマ映画批評家協会賞：作品賞、監督賞、助演男優賞

### 2008年
- ヒューストン映画批評家協会賞：作品賞、助演男優賞、名誉テキサス人賞
- カンザスシティ映画批評家協会賞：助演男優賞、脚色賞
- 放送映画批評家協会賞：作品賞、監督賞、助演男優賞
- オンライン映画批評家協会賞：作品賞、監督賞、助演男優賞、脚色賞、撮影賞、編集賞
- USCスクリプター賞：脚色賞
- ゴールデングローブ賞：助演男優賞、脚本賞
- セントラルオハイオ映画批評家賞：作品賞、監督賞、助演男優賞、脚色賞
- アイオワ映画批評家協会賞：作品賞、監督賞、助演男優賞
- 全米監督協会賞：監督賞
- ノーステキサス映画批評家賞：監督賞、助演男優賞、撮影賞
- 全米映画俳優組合賞：助演男優賞、アンサンブル演技賞
- 全米製作者組合賞：長編映画賞
- ロンドン映画批評家協会賞：作品賞、英国助演女優賞
- オンライン映画&テレビジョン協会賞：助演男優賞、アンサンブル演技賞、脚色賞、編集賞
- アメリカ脚本家組合賞：脚色賞
- 英国アカデミー賞：監督賞、助演男優賞、撮影賞
- アカデミー賞：作品賞、監督賞、助演男優賞、脚色賞

### 2009年
- 映画館大賞「映画館スタッフが選ぶ、2008年に最もスクリーンで輝いた映画」第9位

### 2016年
- イギリスBBC主催の投票では、世界の177人の批評家が「21世紀の偉大な映画ベスト100」の第10位に選出した[19]。